# Цивья
Цивья (ивр. צִבְיָה‎, Цивия, «газель») — супруга Охозии и мать царя иудейского Иоаса, который царствовал в Иерусалиме сорок лет. Цивья вела своё происхождение из Вирсавии.

В седьмой год Ииуя воцарился Иоас и сорок лет царствовал в Иерусалиме. Имя матери его Цивья, из Вирсавии. — (4 Цар. 12:1)

Семи лет [был] Иоас, когда воцарился, и сорок лет царствовал в Иерусалиме; имя матери его Цивья из Вирсавии. — (2 Пар. 24:1)
Цивья в Торе — мать еврейского царя (Млахим II, 12:2).